# Daffolé
Daffolé est une localité située dans le département de Ziga de la province du Sanmatenga dans la région Centre-Nord au Burkina Faso.

## Géographie
Daffolé se trouve à 8 km au nord-ouest de Ziga, le chef-lieu du département, et à environ 80 km au sud-est de Kaya, la capitale régionale.

## Économie
L'agro-pastoralisme est l'activité principale de Daffolé.

## Éducation et santé
Le centre de soins le plus proche de Daffolé est le centre de santé et de promotion sociale (CSPS) de Ziga tandis que le centre hospitalier régional (CHR) se trouve à Kaya.
Daffolé possède une école primaire publique.